# Yujari Askipara
Yujari Askipara (en azerí: Yuxari Əskipara), también conocido como Verin Voskepar (en armenio: Վերին Ոսկեպար), que significa Askipara Superior en azerí, es una aldea en Qazaj, en Azerbaiyán. Forma un exclave totalmente rodeado por Armenia, país que lo ha controlado desde la primera guerra de Nagorno Karabaj. El exclave entero posee una superficie de 37 kilómetros cuadrados aproximadamente. Sólo 1 kilómetro separa a este exclave de Azerbaiyán.
Actualmente la aldea está habitada mayoritariamente por armenios, ya que la población azerbaiyana fue desplazada de la misma tras su anexión a Armenia.

## Historia
El 19 de agosto de 1990, tropas armenias penetraron en esta localidad y lograron hacerse del control de la misma, pero tras la llegada de refuerzos soviéticos y el despliegue de la aviación, tropas de infantería, caballería y artillería forzaron la retirada de las milicias armenias al día posterior.
Sin embargo, durante el mes de julio de 1992, en el curso de la guerra de Nagorno Karabaj las aldeas de Yujari Askipara y Ashagi Askipara, junto con otros enclaves de Azerbaiyán, pasaron a estar bajo control de las fuerzas armadas de Armenia. El área de este exclave, incluyendo ambas aldeas, es de cerca de 37 kilómetros cuadrados. Desde que se encuentra bajo control armenio, la localidad fue redenominada como Verin Voskepar.

## Personas destacadas
Firudin Musayev, nacido en la localidad, pasó de ser un campesino a convertirse en brigadista y luego en director de la granja estatal, antes de convertirse en diputado de la octava convocatoria del Soviet Supremo de la Unión Soviética.